# (7484) Dogo Onsen
(7484) Dogo Onsen est un astéroïde de la ceinture principale.

## Description
(7484) Dogo Onsen est un astéroïde de la ceinture principale. Il fut découvert le 30 novembre 1994 à Kuma Kogen par Akimasa Nakamura. Il présente une orbite caractérisée par un demi-grand axe de 2,41 UA, une excentricité de 0,04 et une inclinaison de 7,1° par rapport à l'écliptique.

## Compléments